# Jung Eun-ji
Jung Eun-ji (정은지?), nata Jung Hye-rim; Distretto di Haeundae, 18 agosto 1993) è una cantante e attrice sudcoreana, membro del gruppo musicale Apink e solista.

## Biografia
Jung Eun-ji nasce con il nome di Jung Hye-rim nel Distretto di Haeundae, il 18 agosto 1993. Frequenta la scuola elementare Shinjae, la Jaesong Girls' Middle School e successivamente la Hyehwa Girls' High School. Ha un fratello minore, Jung Min-ki. Nel 2004, Jung Eun-ji vince il primo premio nel programma Sinnaneun nal, jeulgeoun nal, presentandosi con il suo vero nome.
Nonostante l'intenzione iniziale di diventare sia un'investigatrice che una cantante, si dedica solo a quest'ultima professione dopo aver passato l'audizione come voce principale del girl group Apink.

## Carriera

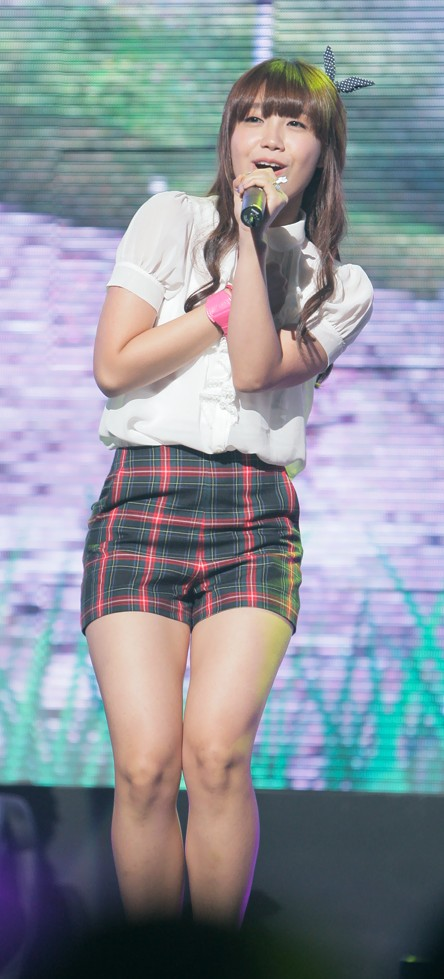
Jung Eun-ji si esibisce al GSL Season 5 Code S, nel 2011.

### Cantante

#### Apink
Jung Eun-ji è l'ultimo membro delle Apink a essere scelto, durante un'audizione nel novembre 2010. Viene specificatamente selezionata come lead vocalist sei mesi prima del debutto, esordendo sulle scene senza ricevere nessun allenamento. Viene rivelata al pubblico per quarta il 10 marzo 2011 tramite Twitter, dove viene pubblicato un video di lei che canta "Love You I Do" di Jennifer Hudson. Il 19 aprile, le Apink debuttano pubblicando il loro primo EP, Seven Springs of Apink. Il secondo, Snow Pink, arriva il 22 novembre. Il 9 maggio 2012, le Apink tornano sulla scena musicale coreana con il primo album, Une Année. Il 4 luglio 2013, viene pubblicato il terzo EP, Secret Garden, e nel 2014 il quarto, Pink Blossom. Il 16 luglio 2015 esce il secondo album Pink Memory.

#### Solista
Nel 2012, per il progetto A Cube for Season #Green, Jung Eun-ji e Yoseob dei Beast cantano il duetto "Love Day". Il video musicale esce il 12 marzo, poco prima del White Day. Ad agosto, registra due singoli promozionali, "All For You" e "Our Love Like This", con la co-star di Eungdaphara 1997 Seo In-guk per la colonna sonora della serie.
Nel 2013, insieme alla compagna delle Apink Namjoo e a Hyunseung dei Beast, pubblica il brano "One Year Ago" per il progetto A Cube For Season #White, uscito il 3 gennaio; il 31 maggio, lei e Huh Gak cantano "Short Hair" per A Cube For Season #Blue. Nel 2014 duettano di nuovo insieme, per A Cube For Season #Sky Blue. Il 15 luglio 2014, la casa discografica annuncia un successivo debutto di Jung Eun-ji come solista, che viene tuttavia posticipato al 18 aprile 2016 a causa dei suoi impegni come attrice. L'EP, intitolato Dream, è trainato dalla title track "Hopefully Sky", da lei composta insieme a Duble Sidekick ed eseguita con Harim.

### Attrice
Jung Eun-ji debutta come attrice nel 2012 in Eungdaphara 1997, un drama coreano melodrammatico, in cui interpreta la protagonista Sung Shi-won. Per il ruolo vince numerosi premi, incluso il 2013 Baeksang Arts Awards come miglior nuova attrice televisiva. Riprende la parte di Shi-won nell'episodio 16 di Eungdaphara 1994.
Sempre nel 2012, Jung Eun-ji ottiene la parte della protagonista Elle Woods nel musical Legally Blonde. Lo spettacolo inizia il 16 novembre 2012 e termina il 17 marzo 2013. Ottiene poi un ruolo secondario nel drama Geu gyeo-ul, baram-i bunda.
A maggio 2014 entra nel cast del drama Trot-ui yeon-in, nel ruolo della protagonista femminile, mentre nel 2015 nella serie Balchikhage gogo.

### Altre attività
Il 19 ottobre 2014, Jung Eun-ji presenta il K-Pop World Festival 2014 a Changwon, con Minhyuk dei CNBLUE e Cho Hang-ri.

## Discografia
Di seguito, le opere di Jung Eun-ji come solista. Per le opere con le Apink, si veda Discografia delle Apink.

### EP
- 2016 – Dream (Plan A Entertainment, LOEN Entertainment)

### Colonne sonore
- 2012 – All For You (Eungdaphara 1997 – con Seo In-guk)
- 2012 – Our Love Like This (Eungdaphara 1997 – con Seo In-guk)
- 2014 – It's You (Three Days)
- 2016 – A Love Before (Ttanttara)
- 2017 – You're My Garden (Himssen-yeoja Do Bong-soon)

### Collaborazioni
- 2012 – Love Day (con Yoseob)
- 2013 – A Year Ago (con Jang Hyunseung e Namjoo)
- 2013 – Short Hair (con Huh Gak)
- 2013 – One Minute Ago (con Kang Ho-dong)
- 2013 – You Are A Miracle (con il 2013 SBS Gayo Daejun Friendship Project)[37]
- 2014 – Break Up To Make Up (con Huh Gak)
- 2016 – Ocean (con Huh Gak)

### Singoli
- 2016 – "Hopefully Sky"
- 2017 – "Manito"

### Videoclip
- 2016 – "Hopefully Sky"
- 2016 – "Ocean" (con Huh Gak)
- 2017 – "Manito"

## Filmografia
- Eungdaphara 1997 (응답하라 1997) – serie TV, 16 episodi (2012)
- Geu gyeo-ul, baram-i bunda (그 겨울, 바람이 분다) – serie TV (2013)
- Eungdaphara 1994 (응답하라 1994) – serie TV, episodi 16-17 (2013)
- Trot-ui yeon-in (트로트의 연인) – serie TV, 16 episodi (2014)
- Blind (블라인드?, Beulla-indeuLR) – serie TV (2022)
- Work Later, Drink Now (술꾼도시여자들) - serie TV (2021-2023)
- Miss Night and Day (낮과 밤이 다른 그녀?, Natgwa bam-i dareun geunyeoLR) – serie TV (2024)

## Teatro
- Legally Blonde, di Amanda Brown. Hyundai Art Hall di Seul (2012-2013)
- Full House (풀하우스), di Min Hyo-jung. Hongik Art Center di Seul (2014)

## Riconoscimenti
Di seguito, i premi ricevuti solo da Jung Eun-ji. Per i premi ricevuti insieme alle Apink, si veda Premi e riconoscimenti delle Apink.
- 2012 – Korea Drama Awards
  - Best Couple con Seo In-guk (Eungdaphara 1997)
- 2012 – Style Icon Awards
  - Top 10 Style Icons con Seo In-guk (Eungdaphara 1997)
- 2012 – Mnet Asian Music Awards
  - Best OST con Seo In-guk ("All For You" da Eungdaphara 1997)
- 2012 – K-Drama Star Awards
  - Best Couple con Seo In-guk (Eungdaphara 1997)
  - Best OST con Seo In-guk ("All For You" da Eungdaphara 1997)
  - Rising Star Award (Eungdaphara 1997)
- 2012 – Melon Music Awards
  - Best OST con Seo In-guk ("All For You" da Eungdaphara 1997)
- 2013 – Circle Chart Awards
  - Songs of the Year (Digital Awards [September]) con Seo In-guk ("All For You" da Eungdaphara 1997)
- 2013 – Baeksang Arts Awards
  - Best New TV Actress (Eungdaphara 1997)
- 2013 – APAN Star Awards
  - Best Performance (Geu gyeo-ul, baram-i bunda)
- 2013 – SBS Drama Awards
  - New Star Award (Geu gyeo-ul, baram-i bunda)
- 2014 – Seoul International Youth Film Festival[38]
  - Young Actress Award (Trot-ui yeon-in)
  - Nomination Best Female OST ("It's You" da Three Days)
- 2014 – Mnet Asian Music Awards
  - Nomination Best Collaboration con Huh Gak ("Break Up to Make Up")[39]
  - Nomination Song of the Year con Huh Gak ("Break Up to Make Up")
- 2014 – Melon Music Awards
  - Nomination Best OST ("It's You" da Three Days)
- 2014 – SBS Drama Awards[40]
  - Populare Actress (Trot-ui yeon-in)